# Magüi Mira
Magüi Mira (València, 1944) és una actriu i directora teatral valenciana. Ha participat en més de trenta produccions de cinema i televisió i dirigit deu esdeveniments.
És germana del cineasta Carles Mira i exdona del dramaturg José Sanchis Sinisterra, pare de la seva filla Clara Sanchis Mira, també actriu. En l'actualitat està casada amb el també dramaturg Emilio Hernández Soriano.

## Carrera professional
Es va formar com a actriu a Barcelona. El seu primer treball va ser el monòleg La nit de Molly Bloom (1979), dirigit per José Sanchis Sinisterra, el seu marit aleshores, obra basada en l'Ulisses de James Joyce. Des del 1980 va treballar amb directors com Lluís Pasqual, Pilar Miró, Jaime Chávarri, José Carlos Plaza, Miguel Narros, o William Layton.
El 2001 va començar la seua carrera com a directora i va portar a escena l'obra teatral Top Girls, de Caryl Churchill, i des d'aleshores ha dirigit diversos espectacles teatrals, com La velocidad del otoño, d'Eric Coble, o Las amazonas, de Jesús Cimarro. Com a actriu ha participat en produccions tant de cinema com de televisió i teatre, com Escenas de matrimonio, d'Ingmar Bergman; Cartas de amor a Staling, de Juan Mayorga; El cerco de Leningrado, de José Sanchis Sinisterra; Cristales rotos, d'Arthur Miller, Pareja abierta, de Dario Fo; i La culpa i La anarquista, ambdues de David Mamet.
Ha guanyat diversos guardons, com el premi Celestina (2000) per l'obra Escenas de matrimonio d'Ingrid Bergman, juntament amb José Luis Pellicena; el reconeixement de la Medalla d'Or al Mèrit en les Belles Arts (2016), que concedeix el govern espanyol; el premi Ercilla (2017) per la seva trajectòria artística; i el Premi Valle-Inclán de Teatre (2019), pel seu treball en la seua obra Consentimento.
Forma part de l'Acadèmia de les Arts Escèniques des del 2014, de la qual és sòcia fundadora.

## Filmografia
- El rey del mambo (Carles Mira, 1989)
- Yo soy ésa, (Luis Sanz, 1990)
- Reflejos, de (Miguel Ángel Vivas, 2002)